# Erythroxylum pyrifolium
Erythroxylum pyrifolium är en tvåhjärtbladig växtart som beskrevs av John Gilbert Baker. Erythroxylum pyrifolium ingår i släktet Erythroxylum och familjen Erythroxylaceae. Inga underarter finns listade i Catalogue of Life.